# فهرست نمایندگان دوره چهارم مجلس خبرگان رهبری
فهرست نمایندگان مجلس خبرگان رهبری دوره چهارم که طی انتخابات چهارمین دورهٔ مجلس خبرگان رهبری که در ۲۴ آذر ۱۳۸۵ برگزار شد و تعدادی نیز در انتخابات میان دوره‌ای برگزیده شدند. جلسهٔ گشایش مجلس چهارم در ۱ اسفند همان سال انجام شد. برای این دوره ۸۶ نماینده در نظر گرفته شده بود.

## نمایندگان فعال ابتدا تا انتهای دوره
اسامی الفبایی نمایندگان دوره چهارم مجلس خبرگان رهبری:
1. محمدحسین احمدی شاهرودی (خوزستان)
2. رضا استادی (تهران)
3. علیرضا اسلامیان (استان چهارمحال و بختیاری)
4. محمد امامی کاشانی (تهران)
5. اسدالله ایمانی (فارس)
6. هادی باریک بین (قزوین)
7. محمدباقر باقری کنی (تهران)
8. محمد بهرامی خوشکار (کرمان)
9. احمد بهشتی (فارس)
10. محمدتقی پورمحمدی (استان آذربایجان شرقی)
11. احمد جنتی (تهران) (دبیر شورای نگهبان)
12. محی‌الدین حائری شیرازی (فارس)
13. سید هاشم حسینی بوشهری (بوشهر)
14. محسن حیدری آل کثیر (خوزستان)
15. سید احمد خاتمی (کرمان)
16. عبدالرحمن خدایی (کردستان)
17. سید محسن خرازی (تهران)
18. قربانعلی دری نجف آبادی (تهران)
19. سید علی‌اصغر دستغیب (فارس)
20. سید علی‌محمد دستغیب (فارس)
21. سید ابراهیم رئیسی (رئیس جمهوری اسلامی ایران) (استان خراسان جنوبی)
22. علی رازینی (همدان)
23. رضا رمضانی (گیلان)
24. حسن روحانی(تهران)
25. علی‌احمد سلامی (استان سیستان و بلوچستان)
26. عباسعلی سلیمانی (سیستان و بلوچستان)
27. سید ابراهیم سیدحاتمی (اردبیل)
28. سید محمد شاهچراغی (سمنان)
29. سید محمدنقی شاهرخی (لرستان)
30. حسن شریعتی نیاسر (اصفهان)
31. سید علی شفیعی (خوزستان)
32. سید یوسف طباطبایی‌نژاد (اصفهان)
33. نورالله طبرسی (استان مازندران)
34. غیاث‌الدین طه محمدی (همدان)
35. سید حسن عاملی (اردبیل)
36. عبدالمحمود عبداللهی (اصفهان)
37. سید احمد علم الهدی (خراسان رضوی)
38. علی فلاحیان (خوزستان)
39. محمد فیض سرابی (آذربایجان شرقی)
40. زین‌العابدین قربانی (گیلان)
41. سید علی‌اکبر قریشی (آذربایجان غربی)
42. محسن قمی (تهران)
43. محسن کازرونی (تهران)
44. عباس کعبی (خوزستان)
45. صادق لاریجانی (مازندران) (رئیس مجمع تشخیص مصلحت نظام)
46. محسن مجتهد شبستری (آذربایجان شرقی)
47. احمد محسنی گرکانی (مرکزی)
48. عباس محفوظی (گیلان)
49. محمدتقی مصباح یزدی (تهران)
50. علی‌اصغر معصومی (خراسان رضوی)
51. علی معلمی (مازندران)
52. مرتضی مقتدایی (اصفهان)
53. حسن ممدوحی (کرمانشاه)
54. محمدعلی موحدی‌کرمانی (کرمان)
55. سید محمدعلی موسوی جزایری (خوزستان)
56. محمد مومن (قم)
57. سید ابوالحسن مهدوی (اصفهان)
58. حبیب‌الله مهمان نواز (خراسان شمالی)
59. سید ابوالفضل میرمحمدی (مرکزی)
60. غلامعلی نعیم‌آبادی (هرمزگان)
61. حسن نمازی (آذربایجان غربی)
62. عبدالنبی نمازی (تهران)
63. سید کاظم نورمفیدی (گلستان)
64. سید محمد واعظ موسوی (آذربایجان شرقی)
65. محمدتقی واعظی (زنجان)
66. ابوالقاسم وافی یزدی (یزد)
67. اکبر هاشمی رفسنجانی(تهران)
68. محمود هاشمی شاهرودی (خراسان رضوی)
69. محمد یزدی (تهران)

### نمایندگان درگذشته و جایگرین‌های میان دوره‌ای
با ابطال انتخابات در ایلام تنها کرسی تنها نماینده آن خالی ماند و با ابطال آراء نفر دوم در قزوین کرسی نماینده دوم آن خالی ماند. ۱۸ نماینده نیز در طول دوره درگذشتند که ۱۰ نفر از آن‌ها با انتخابات میاندوره‌ای جایگزین شدند.
1. کرسی خالی استان ایلام ← سید مجتبی طاهری (ایلام) (میان‌دوره‌ای اسفند ۱۳۸۶)[۲] [انتخابات در ایلام ابطال شده‌بود][۳]
2. کرسی خالی استان قزوین ←علی اسلامی (قزوین) (میان‌دوره‌ای اسفند ۱۳۸۶)[۲] [انتخابات برای دو نماینده برگزار شده‌بود که «علی شیخ‌محمدی» با ۲۲۹٬۴۲۷ رأی دوم و «علی اسلامی» با اختلاف ۸۰ رأی با ۲۲۹٬۳۴۷ رأی سوم شده‌بود.[۴] در پی شکایت‌ها شورای نگهبان نتیجهٔ نفر دوم را ابطال کرد.[۵]]
3. علی مشکینی (تهران): ۸ مرداد ۱۳۸۶ ← محمدرضا مهدوی کنی (تهران) (رئیس ۱۳۸۹–۱۳۹۳) (درگذشت مهر ۱۳۹۳) (میان‌دوره‌ای اسفند ۱۳۸۶)[۶]
4. مرتضی بنی فضل (آذربایجان شرقی): ۹ شهریور ۱۳۸۶ ← هاشم هاشم‌زاده هریسی (آذربایجان شرقی) (میان‌دوره‌ای اسفند ۱۳۸۶)[۲]
5. حبیب‌الله طاهری گرگانی (استان گلستان): ۸ دی ۱۳۸۶ ← سید عبدالهادی حسینی شاهرودی (میان‌دوره‌ای خرداد ۱۳۸۸)
6. محمدحسن مرعشی شوشتری (تهران): ۲۷ مرداد ۱۳۸۷ ← سید محمود علوی (میان‌دوره‌ای خرداد ۱۳۸۸)
7. محمد شیخ الاسلام (کردستان): ۲۸ شهریور ۱۳۸۸ ← حسام‌الدین مجتهدی (کردستان) (میان‌دوره‌ای اسفند ۱۳۹۰):[۷]درگذشت (۶ اردیبهشت ۱۳۹۳)
8. محمدرضا فاکر (خراسان رضوی): ۲۱ بهمن ۱۳۸۸ ← حسن عالمی (میان‌دوره‌ای اسفند ۱۳۹۰)[۸]
9. میراکبر غفاری قره باغ (آذربایجان غربی): ۸ فروردین ۱۳۹۱ ← عسگر دیرباز (میان‌دوره‌ای خرداد ۱۳۹۲)[۹]
10. سید کرامت‌الله ملک حسینی (کهگیلویه و بویراحمد): ۱۲ آبان ۱۳۹۱ ← سید شرف‌الدین ملک حسینی (میان‌دوره‌ای خرداد ۱۳۹۲)[۹]
11. سید حسن طاهری خرم‌آبادی (لرستان): ۱۶ شهریور ۱۳۹۲
12. محمدحسین زرندی (کرمانشاه): ۶ خرداد ۱۳۹۳
13. محمد محمدی گیلانی (تهران): ۱۸ تیر ۱۳۹۳
14. سید صابر جباری (مازندران): ۹ شهریور ۱۳۹۳[۱۰]
15. محمدرضا مهدوی کنی(تهران):۲۹ مهر ۱۳۹۳
16. مختار امینیان (گیلان): ۲۰ خرداد ۱۳۹۴
17. ابوالقاسم خزعلی (خراسان رضوی): ۲۵ شهریور ۱۳۹۴
18. عباس واعظ طبسی (خراسان رضوی): ۱۴ اسفند ۱۳۹۴[۱۱]